# 兰博基尼雷文顿
藍寶堅尼Reventón（英語：Lamborghini Reventón）是藍寶堅尼以藍寶堅尼Murciélago為基礎限量推出的超级跑车，限量36部，单价150萬美元。这36部车型的一部分因為受金融海嘯影響而被卖出，落入香港及中國等亞洲買家手上。
Reventon於2007年的法蘭克福車展登场，搭載6.5升自然吸气V12发动机，可以在8000转时输出650匹马力，在6000转时输出600牛米扭矩。搭配以碳纖維及高強度鋼板打造的車身，重量1660千克，零到一百公里加速僅3.4秒，極速更高達340公里。其造型最大特點在於以隱形戰鬥機作为基础，具备強烈侵略感，無論在推出當時或是現今皆堪稱前衛，于2009年的法兰克福车展展出敞篷车型。

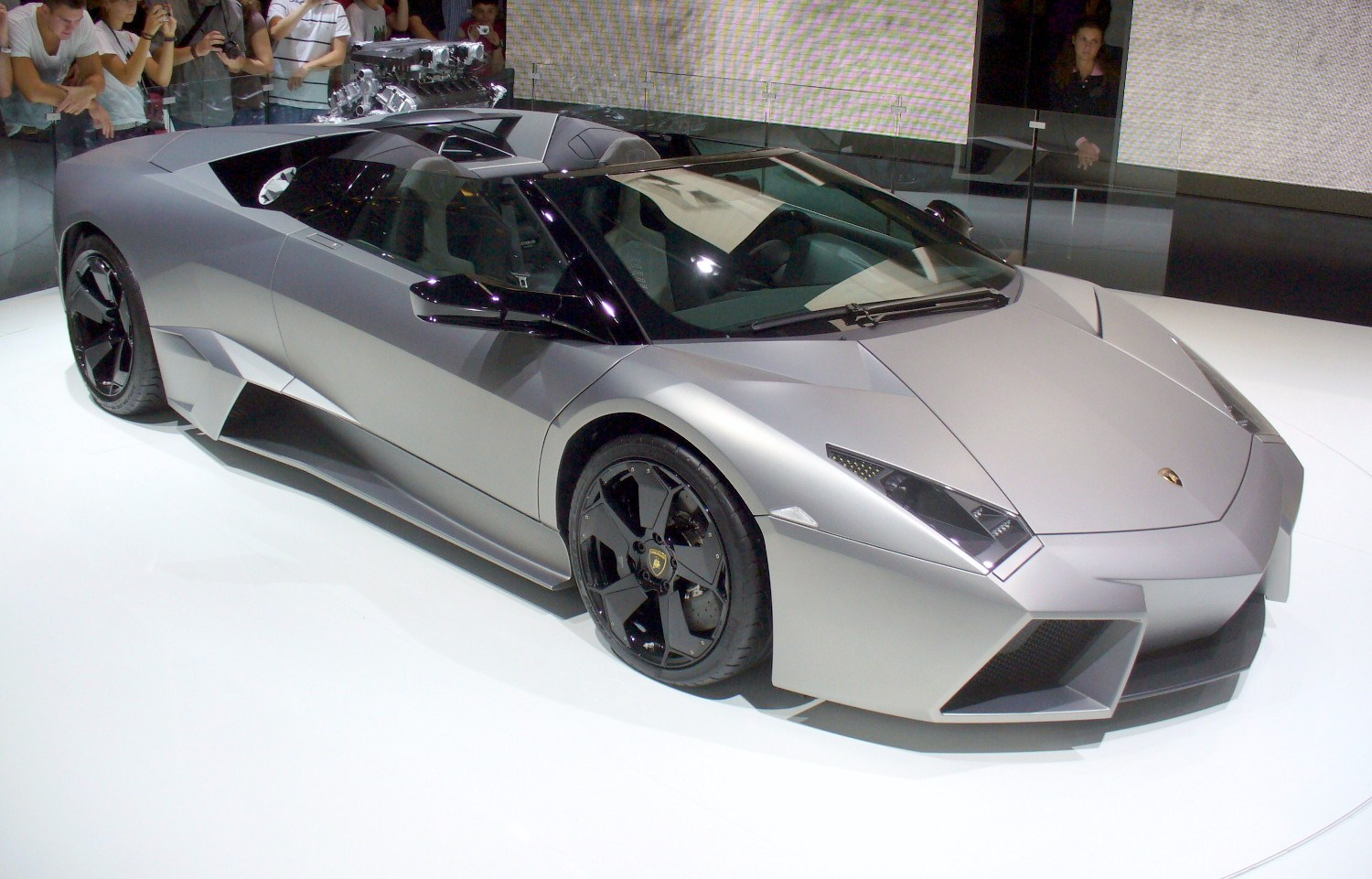
敞篷版

## 所有者
车臣领导人拉姆赞·卡德罗夫是该车的所有者之一。